# Orosz formalizmus
Az orosz formalizmus a 20. század egyik legjelentősebb irodalomelméleti irányzata volt.
Az első dátum a formalizmus történetében 1914. Ekkor jelent meg Viktor Sklovszkij: A szó feltámasztása című elméleti írása a futurista költészetről. Az orosz formalizmus végét is Sklovszkijhoz kötik, 1930-ban olyan publicisztikája jelent meg, melyben korábbi elveit megtagadja.
A formalizmus két kör találkozásai és vitái során alakult ki, a szentpétervári Opojaz-csoport és a Moszkvai Nyelvész Kör között. A moszkvaiak elsősorban nyelvészek voltak, legjelentősebb alakjuk Roman Jakobson. A szentpéterváriak irodalom-szakos egyetemisták voltak, közéjük tartozott Sklovszkij, Borisz Eichenbaum, Oszip Brik és Jurij Tinyanov.
Az irányzatot 1923-tól kezdve folyamatosan érték támadások és bírálatok (pl.: Trockij: Irodalom és forradalom). 1930-ban az irányzat (Sztálin hatalomra jutásától nem függetlenül) megszűnt. Mégsem maradt folytatás nélkül. Még 1920-ban Jakobson ugyanis Prágába költözött, s 1926-ban támogatásával megalapult a Prágai Nyelvész Kör olyan tagokkal mint Jan Mukařovký és N. S. Trubetzkoy. Roman Jakobson munkatársa ekkoriban René Wellek volt, akivel később Amerikába távoztak. A formalizmus, bár véget ért, az irodalomtörténet fontos részét alkotja.